# Vantanea occidentalis
Vantanea occidentalis är en tvåhjärtbladig växtart som beskrevs av José Cuatrecasas. Vantanea occidentalis ingår i släktet Vantanea och familjen Humiriaceae. Inga underarter finns listade i Catalogue of Life.